# Isle of Wight, Virginia
Isle of Wight (engelskt uttal: [ˌaɪləvˈwaɪt]) eller Isle of Wight Court House ([ˌaɪləvˈwaɪt kɔːrt haʊs]) är ett kommunfritt område och administrativ huvudort i Isle of Wight County i Virginia. Countyt hette ursprungligen Warrosquyoake Shire och bytte namn till Isle of Wight County 1637 efter ön varifrån en del av bosättarna kom. Isle of Wight har varit huvudort i countyt sedan 1801 och den nya domstolsbyggnaden byggdes 2008–2010.